# Nintendo Space World
Le Nintendo Space World, nommé Shoshinkai (初心会, Shoshinkai) jusqu'en 1996, était un salon de jeux vidéo organisé chaque année par Nintendo au Japon jusqu'en 2001.
La première édition de ce salon a lieu en 1989. Le Space World ne se tenait pas tous les ans à une date précise car le but premier de Nintendo était d'y dévoiler ses nouvelles consoles ou nouveaux jeux donc la tenue de ce salon en dépendait. Généralement il avait lieu en août ou en novembre au Makuhari Messe de Chiba à Tokyo et était ouvert aux journalistes mais également au public.
Aujourd'hui le Space World n'existe plus car Nintendo préfère se concentrer sur des salons de taille plus grande. La dernière édition de ce salon s'est déroulée en août 2001.

## Historique
La première édition du Shoshinkai est celle de 1989, elle se déroule le 28 juillet 1989, Nintendo y annonce la Super Famicom ainsi que Super Mario World lors d'une conférence de presse. Nintendo fait savoir dans la foulée qu'il y a quatre softs terminés, Nintendo informe aussi du retard de la sortie de la console d'une année en raison de la production de la NES et de la Game Boy  et de leurs cartouches respectives. Chaque édition de Shoshinkai se produit chaque année, la seconde est donc celle de 1990 qui se tient entre le 28 et 29 août 1990. La version finale de la Super Famicom est dévoilée au public, elle est exposée avec quelques jeux dont Super Mario World, F-Zero, Pilotwings ou encore SimCity. Les éditeurs tiers dévoilent également leurs jeux pour la console, Capcom annonce Final Fight et Konami Gradius III.
Du 24 avril au 6 mai 1991 se déroule la troisième édition, la Super Famicom est lancée au Japon depuis le 21 novembre 1990, le salon met en avant principalement les nouveaux jeux à venir avec titres importants comme Final Fantasy IV et The Legend of Zelda: A Link to the Past pour la Super Famicom et Seiken Densetsu pour la Game Boy. La quatrième édition du Shoshinkai se déroule entre le 26 et le 27 août 1992, plusieurs RPGs sur Super Famicom y sont présentés, notamment Dragon Quest V et Shin Megami Tensei,. Les titres Rockman 5 et Wagyan Land 3 se démarquent parmi les jeux NES présentés. Le président de Nintendo, Hiroshi Yamauchi, donne une conférence sur les perspectives du marché de jeux informatiques et des jeux sur support CD-ROM sur Super Famicom.
La cinquième édition se tient du 24 au 26 août 1993, Hiroshi Yamauchi est présent pour annoncer le partenariat entre Nintendo et le constructeur américain Silicon Graphics, qui projettent ensemble le développement d'une machine 64 bits (Project Reality). La sixième édition se passe durant l'automne 1994, entre le et 15 et 16 novembre. La nouvelle console 32 bits de Nintendo est dévoilée, le Virtual Boy. Les trois prochaines éditions prennent date chaque année durant l'automne au mois de novembre. La septième édition du Shoshinkai a lieu entre le 22 et 24 novembre 1995. La nouvelle console 64 bits de Nintendo est présentée au public, nommée depuis peu Nintendo 64, elle est accompagnée de sa nouvelle manette dotée d'un joystick qui peut être pivotée à 360 degrés et quelques jeux sont présentés en vidéo,. Deux jeux prototypes sont proposés en démo jouable : Super Mario 64 et Kirby Ball 64.

Logo du Shoshinkai '96.

La huitième édition Shoshinkai se déroule entre le 22 et 24 novembre 1996 dans laquelle est présentée pour la première fois le périphérique de la Nintendo 64, le 64DD. De nouvelles démos sont également présentées, principalement The Legend of Zelda: Ocarina of Time, intitulée sobrement Zelda 64, puis Yoshi's Story ou encore Lylat Wars,. La neuvième édition se tient entre le 21 et 23 novembre 1997, Nintendo met en avant de nouveaux accessoires : la Game Boy Camera, la Game Boy Printer, le Transfer Pak qui permet de transférer les données entre les jeux Nintendo 64 pris en charge et les jeux Game Boy et Game Boy Color. Du côté des jeux, le salon propose des démos jouables de The Legend of Zelda: Ocarina of Time et de F-Zero X. Parmi les autres jeux présentés figurent Pokémon Stadium, Hey You, Pikachu! et Pokémon Snap.
Nintendo n'organisera pas de salon pour l'année 1998, principalement à cause d'un manque de jeux de lancement 64DD à montrer. Les prochains salons sont réorganisés durant l'été, la dixième édition a lieu entre le 27 et 29 août 1999. Lors de cette édition 1999, Nintendo fait la présentation de The Legend of Zelda: Majora's Mask, intitulé provisoirement Zelda Gaiden. Nintendo montre également les nouveaux jeux produits, notamment Mario Party 2 ou encore Kirby's Dreamland 64 pour la Nintendo 64 et Mother 3 et Pokémon Or et Argent pour la Game Boy et Game Boy Color.
Entre le 24 et 26 août 2000 a lieu le onzième et avant-dernier salon. Les principales annonces sont tournées vers les présentations de la GameCube et de la Game Boy Advance. La démo du jeu Super Mario 128 est présentée par la même occasion pour afficher les capacités techniques de la GameCube. Les premiers jeux pour la GameCube sont annoncés : Luigi's Mansion, un titre Metroid qui deviendra Metroid Prime, Wave Race et un nouveau The Legend of Zelda en développement depuis 1998. Le dernier salon dédié aux produits Nintendo se déroule du 24 au 26 août 2001. Cette dernière édition présente principalement la GameCube 1 mois avant la sortie officielle de la console au Japon le 14 septembre 2001. The Legend of Zelda: The Wind Waker et Super Mario Sunshine sont les principaux jeux attendus du salon, Nintendo expose également la GameCube de Panasonic, qui dispose d'un lecteur DVD et d'une chaîne hi-fi.